# Edu Kettunen
Erkka Lauri ”Edu” Kettunen, född 12 april 1961 i Helsinge, är en finländsk musiker och låtskrivare. 
Kettunen inledde sin kärriär inom musiken som gitarrist i bandet Broadcast på det tidiga 1980-talet. Hans största hit är "Lentäjän poika" (Pilotens son) från 1986 som finns på soloalbumet med samma namn. Albumet sålde guld och gjorde Kettunen rikskänd. Kettunen textsatte 1985 en finsk version av Ted Ströms låt "Vintersaga" som spelades in av Carola Standertskjöld med namnet "Kaipuu" (Längan).